# Mikušovce (okres Lučenec)
Mikušovce jsou obec v okrese Lučenec v Banskobystrickém kraji na Slovensku. Leží v Lučenské kotlině v nivě řeky Ipeľ, přibližně čtyři kilometry jižně od Lučence. V obci žije 275 obyvatel.
První písemná zmínka o vesnici pochází z roku 1370. Ve vsi stojí neobarokní římskokatolický kostel Růžencové Panny Marie z roku 1896. V katastrálním území obce leží chráněný areál Volavčia kolónia. 